# Otávio Rêgo Barros
Otávio Santana do Rêgo Barros GOMM • GOMN (Recife, 1 de julho de 1960) é um General de Divisão do Exército Brasileiro. Doutor em ciências militares, foi o porta-voz da Presidência da República, nomeado pelo governo Jair Bolsonaro. O cargo foi extinto em 26 de agosto de 2020 e Rêgo Barros exonerado.
O General Rêgo Barros comandou, no Rio de Janeiro, a força de pacificação nos complexos do Alemão e da Penha e a segurança da Rio+20.

## Biografia
Filho de Maria Auxiliadora Santana do Rêgo Barros e Francisco Rodolfo Valença do Rêgo Barros, Otávio do Rêgo Barros nasceu em 1 de julho de 1960 no Recife, capital de Pernambuco. 
Em 1975, ingressou na Escola Preparatória de Cadetes do Exército EsPCEx, e, em 1981, foi declarado Aspirante-a-Oficial de Cavalaria.
Foi responsável, junto às Nações Unidas ONU, pela segurança da Conferência Rio +20; Assistente do Comandante da Escola Superior de Guerra ESG e Chefe do Centro de Comunicação Social do Exército. 
Como Oficial-Superior, exerceu as funções de Comandante de Cavalaria Mecanizada em Recife e Ponta Porã, Oficial de Gabinete no Centro de Inteligência do Exército, Assessor do Ministro Chefe da Secretaria de Assuntos Estratégicos e Assessor da Cooperação Militar Brasileira no Paraguai. 
Integrou a Missão de Estabilização das Nações Unidas ONU no Haiti, na função de Comandante do 1º Batalhão de Infantaria de Força de Paz.
Rêgo Barros comandou, no Rio de Janeiro, a força de pacificação nos complexos do Alemão e da Penha e a segurança da Conferência das Nações Unidas sobre Desenvolvimento Sustentável. 
Atuou como assessor do então Comandante do Exército, o General de Exército Eduardo Dias da Costa Villas Bôas.

## Homenagens e Condecorações
- Ordem do Mérito Militar nos graus de Cavaleiro ordinário (2006),[2] Comendador e posteriormente Grande-Oficial ordinário (2015)[3]
- Ordem do Mérito Naval no grau de Grande-Oficial suplementar (2019)[1]
- Ordem do Mérito da Defesa no grau de Comendador
- Ordem do Mérito Aeronáutico
- Medalha Militar de Ouro com passador de Platina
- Medalha do Pacificador[4]
- Medalha do Mérito Santos-Dumont[5]
- Medalha Mérito Tamandaré[6]
- Distintivo de Comando Dourado
- Medalha ONU - MINUSTAH
- Medalha de Honra do Exército do Paraguai[13]
- Título de Companheiro Paul Harris, pela Fundação Rotária de Rotary International [14]

## Escritos
Organizador
Desafios estratégicos para a segurança e defesa cibernética, et FREITAS, Whitney Lacerda, GOMES, Ulisses de Mesquita; Publicado	em 2011 editado pela Presidência da República.

Colaborador
Colaborou com o capítulo A Ética e a cultura da paz: é encantador ver mães e pais saírem para seus afazeres em Ética - Uma Caminhada Sem Linha de Chegada, ESPIRITO SANTO, Joper Padrão e outros, Editora VERVE, Rio de Janeiro, 2015
Participação
Participou dos grupos de estudos na elaboração do Livro Branco de Defesa, apresentado ao Congresso Nacional na legislatura de 2012